# 2016-os bolzanói műugró-Grand Prix-verseny
A Nemzetközi Úszószövetség (FINA) 2016-ban a 22. alkalommal rendezte meg július 15. és július 17. között a műugró-Grand Prix-versenysorozatot, melynek ötödik állomása az olaszországi Bolzano volt.

## Eredmények

### Éremtáblázat
| #        | nemzet        | arany | ezüst | bronz | összesen |
| 1        | Kína          | 2     | 4     | 2     | 8        |
| 2        | Olaszország   | 2     | 2     | 1     | 5        |
| 3        | Japán         | 2     | 1     | 0     | 3        |
| 4        | USA           | 1     | 1     | 2     | 4        |
| 5        | Németország   | 1     | 1     | 0     | 2        |
| 6        | Kolumbia      | 1     | 0     | 0     | 1        |
| 6        | Svájc         | 1     | 0     | 0     | 1        |
| 8        | Franciaország | 0     | 1     | 1     | 2        |
| 9        | Ukrajna       | 0     | 0     | 2     | 2        |
| 10       | Kanada        | 0     | 0     | 1     | 1        |
| 10       | Hollandia     | 0     | 0     | 1     | 1        |
| összesen | összesen      | 10    | 10    | 10    | 30       |

### Éremszerzők
| versenyszám          | arany                                                   | ezüst                                               | bronz                                    |
| férfiak              |                                                         |                                                     |                                          |
| 3 m                  | Guillaume Dutoit                                        | Szakai Só                                           | Matthieu Rosset                          |
| 3 m szinkron         | Stephan Feck / Patrick Hausding                         | Li Lin-vej (Li Linwei) / Huang Po-ven (Huang Bowen) | Andrea Chiarabini / Giovanni Tocci       |
| 10 m                 | Jang Hao (Yang Hao)                                     | Benjamin Auffret                                    | Hszü Cö-vej (Xu Zewei)                   |
| 10 m szinkron        | Jang Hao (Yang Hao) / Hszü Cö-vej (Xu Zewei)            | Martin Wolfram / Patrick Hausdingxx                 | Maxwell Flory / Zachary Cooper           |
| nők                  |                                                         |                                                     |                                          |
| 3 m                  | Tania Cagnotto                                          | Hszü Cse-huan (Xu Zhihuan)                          | Anasztaszija Negyobiga                   |
| 3 m szinkron         | Francesca Dallapé / Tania Cagnotto                      | Hszü Cse-huan (Xu Zhihuan) / Vang Han (Wang Han)    | Inge Jansen / Uschi Freitag              |
| 10 m                 | Itahasi Minami                                          | Szo Mi-ja (Suo Miya)                                | Celina Toth                              |
| 10 m szinkron        | Szaszaki Nana / Arai Macuri                             | Tarrin Gilliland / Delaney Schnell                  | Szo Mi-ja (Suo Miya) / Ma Tung (Ma Tong) |
| vegyes csapatverseny |                                                         |                                                     |                                          |
| 3 m szinkron         | Diana Isabel Pineda Zuletra / Sebastián Villa Castañeda | Elena Bertocchi / Lorenzo Marsaglia                 | Brooke Schultz / Maxwell Flory           |
| 10 m szinkron        | Tarrin Gilliland / Zachary Cooper                       | Bátki Noémi / Maicol Verzotto                       | Valeriia Liulko / Yevhen Naumenko        |

## A versenyen részt vevő nemzetek
A Grand Prix-n 26 nemzet 123 sportolója – 66 férfi és 57 nő – vett részt, az alábbi megbontásban:
| Részt vevő nemzetek férfi / nő megbontásban | Részt vevő nemzetek férfi / nő megbontásban | Részt vevő nemzetek férfi / nő megbontásban | Részt vevő nemzetek férfi / nő megbontásban | Részt vevő nemzetek férfi / nő megbontásban | Részt vevő nemzetek férfi / nő megbontásban | Részt vevő nemzetek férfi / nő megbontásban | Részt vevő nemzetek férfi / nő megbontásban | Részt vevő nemzetek férfi / nő megbontásban |
| ------------------------------------------- | ------------------------------------------- | ------------------------------------------- | ------------------------------------------- | ------------------------------------------- | ------------------------------------------- | ------------------------------------------- | ------------------------------------------- | ------------------------------------------- |
| nemzet                                      | F                                           | N                                           | nemzet                                      | F                                           | N                                           | nemzet                                      | F                                           | N                                           |
| Brazília                                    | 5                                           | 4                                           | Jamaica                                     | 1                                           | 0                                           | Olaszország                                 | 7                                           | 5                                           |
| Bulgária                                    | 1                                           | 0                                           | Japán                                       | 2                                           | 3                                           | Oroszország                                 | 4                                           | 2                                           |
| Dél-afrikai Köztársaság                     | 0                                           | 4                                           | Kanada                                      | 3                                           | 4                                           | Puerto Rico                                 | 1                                           | 0                                           |
| Egyesült Királyság                          | 3                                           | 4                                           | Kína                                        | 4                                           | 4                                           | Spanyolország                               | 2                                           | 0                                           |
| Egyiptom                                    | 3                                           | 3                                           | Kolumbia                                    | 5                                           | 2                                           | Svájc                                       | 4                                           | 2                                           |
| Finnország                                  | 2                                           | 0                                           | Magyarország                                | 1                                           | 1                                           | Ukrajna                                     | 3                                           | 4                                           |
| Franciaország                               | 4                                           | 1                                           | Makaó                                       | 0                                           | 2                                           | USA                                         | 2                                           | 4                                           |
| Hollandia                                   | 0                                           | 2                                           | Mexikó                                      | 1                                           | 1                                           | Venezuela                                   | 4                                           | 1                                           |
| Írország                                    | 1                                           | 0                                           | Németország                                 | 3                                           | 4                                           |                                             |                                             |                                             |

F = férfi, N = nő

## Versenyszámok

### Férfiak

#### 3 méteres műugrás
| #  | Ország             | Név                          | Selejtező | Selejtező | Középdöntő | Középdöntő | Középdöntő | Középdöntő | Döntő   | Döntő  |
| #  | Ország             | Név                          | Selejtező | Selejtező | A          | A          | B          | B          | Döntő   | Döntő  |
| #  | Ország             | Név                          | Rangsor   | Pontok    | Rangsor    | Pontok     | Rangsor    | Pontok     | Rangsor | Pontok |
| -- | ------------------ | ---------------------------- | --------- | --------- | ---------- | ---------- | ---------- | ---------- | ------- | ------ |
|    | Svájc              | Guillaume Dutoit             | 7         | 386,15    |            |            | 2          | 417,45     | 1       | 452,70 |
|    | Japán              | Szakai Só                    | 8         | 382,50    | 3          | 411,80     |            |            | 2       | 445,80 |
|    | Franciaország      | Matthieu Rosset              | 1         | 416,40    |            |            | 1          | 475,70     | 3       | 440,00 |
| 4  | Jamaica            | Yona Knight-Wisdom           | 9         | 374,60    |            |            | 3          | 411,00     | 4       | 417,60 |
| 5  | Kolumbia           | Sebastián Morales Mendoza    | 2         | 415,70    | 1          | 443,00     |            |            | 5       | 406,50 |
| 6  | Olaszország        | Michele Benedetti            | 4         | 387,65    | 2          | 442,80     |            |            | 6       | 320,40 |
|    |                    |                              |           |           |            |            |            |            |         |        |
| 7  | Japán              | Teraucsi Ken                 | 6         | 386,25    | 4          | 410,90     |            |            |         |        |
| 8  | Írország           | Oliver James Dingley         | 3         | 396,65    |            |            | 4          | 409,10     |         |        |
| 9  | Németország        | Patrick Hausding             | 5         | 387,30    |            |            | 5          | 400,45     |         |        |
| 10 | Olaszország        | Giovanni Tocci               | 12        | 359,95    | 5          | 378,10     |            |            |         |        |
| 11 | Kína               | Huang Po-ven (Huang Bowen)   | 10        | 371,50    |            |            | 6          | 373,35     |         |        |
| 12 | Egyesült Királyság | James Heatly                 | 11        | 360,85    |            |            |            |            |         |        |
|    |                    |                              |           |           |            |            |            |            |         |        |
| 13 | Egyesült Királyság | Ross Haslam                  | 13        | 353,75    |            |            |            |            |         |        |
| 14 | Finnország         | Jouni Kallunki               | 14        | 350,60    |            |            |            |            |         |        |
| 15 | Ukrajna            | Oleg Kologyij                | 15        | 345,85    |            |            |            |            |         |        |
| 16 | Mexikó             | Rodrigo Diego Lopez          | 16        | 344,10    |            |            |            |            |         |        |
| 17 | Spanyolország      | Nicolás García Boissier      | 17        | 342,25    |            |            |            |            |         |        |
| 18 | Venezuela          | Alfredo Colmenarez Rodríguez | 18        | 339,30    |            |            |            |            |         |        |
| 19 | Kolumbia           | Daniel Restrepo García       | 19        | 336,80    |            |            |            |            |         |        |
| 20 | Brazília           | Ian Matos                    | 20        | 325,95    |            |            |            |            |         |        |
| 21 | Kanada             | Ryan Grover Gregory          | 21        | 323,25    |            |            |            |            |         |        |
| 22 | Németország        | Stephan Feck                 | 22        | 318,65    |            |            |            |            |         |        |
| 23 | Ukrajna            | Illja Kvasa                  | 23        | 315,60    |            |            |            |            |         |        |
| 24 | Olaszország        | Lorenzo Marsaglia            | 24        | 310,90    |            |            |            |            |         |        |
| 25 | Kanada             | Ethan Pitman                 | 25        | 310,25    |            |            |            |            |         |        |
| 26 | Egyiptom           | Youssef Amr Ezzat            | 26        | 303,65    |            |            |            |            |         |        |
| 27 | Oroszország        | Ilja Molcsanov               | 27        | 297,55    |            |            |            |            |         |        |
| 28 | Olaszország        | Gabriele Auber               | 28        | 288,90    |            |            |            |            |         |        |
| 29 | Venezuela          | Edickson Contreras Bracho    | 29        | 280,60    |            |            |            |            |         |        |
| 30 | Spanyolország      | Alberto Arevalo Alcon        | 30        | 275,55    |            |            |            |            |         |        |
| 31 | Svájc              | Simon Rieckhoff              | 31        | 273,45    |            |            |            |            |         |        |
| 32 | Kína               | Li Lin-vej (Li Linwei)       | 32        | 271,90    |            |            |            |            |         |        |
| 33 | Oroszország        | Nyikita Nyikolajev           | 33        | 266,15    |            |            |            |            |         |        |
| 34 | Finnország         | Otto Lehtonen                | 34        | 252,40    |            |            |            |            |         |        |
| 35 | Franciaország      | Alexis Jandard               | 35        | 249,90    |            |            |            |            |         |        |
| 36 | Magyarország       | Ligárt Ábel                  | 36        | 240,50    |            |            |            |            |         |        |
| 37 | Egyiptom           | Mostafa Riad                 | 37        | 229,05    |            |            |            |            |         |        |

#### 3 méteres szinkronugrás
| #  | Ország             | Név                                                 | Pontok |
| -- | ------------------ | --------------------------------------------------- | ------ |
|    | Németország        | Stephan Feck / Patrick Hausding                     | 417,06 |
|    | Kína               | Li Lin-vej (Li Linwei) / Huang Po-ven (Huang Bowen) | 384,39 |
|    | Olaszország        | Andrea Chiarabini / Giovanni Tocci                  | 364,23 |
| 4  | Olaszország        | Gabriele Auber / Lorenzo Marsaglia                  | 344,67 |
| 5  | Brazília           | Ian Matos / Luiz Felipe Outerelo                    | 344,25 |
| 6  | Oroszország        | Nyikita Nyikolajev / Ilja Molcsanov                 | 336,18 |
| 7  | Egyesült Királyság | Ross Haslam / James Heatly                          | 332,07 |
| 8  | Svájc              | Jan Wermelinger / Fabian Stepinski                  | 314,61 |
| 9  | Kolumbia           | Víctor Ortega / Kevin Giovany García Álvarez        | 312,72 |
| 10 | Finnország         | Otto Lehtonen / Kallunki Jouni                      | 307,98 |

#### 10 méteres toronyugrás
| #  | Ország             | Név                               | Selejtező | Selejtező | Középdöntő | Középdöntő | Középdöntő | Középdöntő | Döntő   | Döntő  |
| #  | Ország             | Név                               | Selejtező | Selejtező | A          | A          | B          | B          | Döntő   | Döntő  |
| #  | Ország             | Név                               | Rangsor   | Pontok    | Rangsor    | Pontok     | Rangsor    | Pontok     | Rangsor | Pontok |
| -- | ------------------ | --------------------------------- | --------- | --------- | ---------- | ---------- | ---------- | ---------- | ------- | ------ |
|    | Kína               | Jang Hao (Yang Hao)               | 1         | 469,80    |            |            | 1          | 430,65     | 1       | 506,30 |
|    | Franciaország      | Benjamin Auffret                  | 2         | 443,05    | 1          | 432,60     |            |            | 2       | 447,20 |
|    | Kína               | Hszü Cö-vej (Xu Zewei)            | 7         | 395,15    | 2          | 422,70     |            |            | 3       | 428,50 |
| 4  | Puerto Rico        | Rafael Quintero Diaz              | 6         | 397,90    |            |            | 2          | 429,65     | 4       | 411,90 |
| 5  | USA                | Zachary Cooper                    | 5         | 407,10    | 3          | 373,70     |            |            | 5       | 390,40 |
| 6  | Egyesült Királyság | Matthew Dixon                     | 8         | 394,65    |            |            | 5          | 359,90     | 6       | 373,00 |
|    |                    |                                   |           |           |            |            |            |            |         |        |
| 7  | Venezuela          | Jesús Liranzo Graterol            | 12        | 345,70    |            |            | 3          | 414,65     |         |        |
| 8  | Venezuela          | Robert Páez                       | 4         | 411,95    |            |            | 4          | 366,80     |         |        |
| 9  | Olaszország        | Mattia Placidi                    | 11        | 369,45    | 4          | 339,20     |            |            |         |        |
| 10 | Franciaország      | Loïs Szymczak                     | 9         | 383,00    | 5          | 286,40     |            |            |         |        |
| 11 | Kolumbia           | Víctor Ortega                     | 13        | 344,10    |            |            | 6          | vl         |         |        |
| 12 | Németország        | Martin Wolfram                    | 3         | 424,20    |            |            |            |            |         |        |
|    |                    |                                   |           |           |            |            |            |            |         |        |
| 13 | Oroszország        | German Sztrojev                   | 10        | 370,75    |            |            |            |            |         |        |
| 14 | Brazília           | Jackson Rondinelli                | 14        | 339,40    |            |            |            |            |         |        |
| 15 | Kanada             | Ethan Pitman                      | 15        | 334,05    |            |            |            |            |         |        |
| 16 | Oroszország        | Magomed Gjulev                    | 16        | 333,50    |            |            |            |            |         |        |
| 17 | USA                | Maxwell Flory                     | 17        | 324,45    |            |            |            |            |         |        |
| 18 | Egyiptom           | Mohab Mohymen Ishak Ahmed Elkordy | 18        | 320,80    |            |            |            |            |         |        |
| 19 | Kanada             | Alexandre Corriveau               | 19        | 309,95    |            |            |            |            |         |        |
| 20 | Bulgária           | Dimitar Isaev                     | 20        | 265,95    |            |            |            |            |         |        |
| 21 | Kolumbia           | Sebastián Villa Castañeda         | 21        | 260,35    |            |            |            |            |         |        |
| 22 | Ukrajna            | Yevhen Naumenko                   | 22        | 251,10    |            |            |            |            |         |        |

#### 10 méteres szinkronugrás
| # | Ország      | Név                                          | Pontok |
| - | ----------- | -------------------------------------------- | ------ |
|   | Kína        | Jang Hao (Yang Hao) / Hszü Cö-vej (Xu Zewei) | 390,69 |
|   | Németország | Martin Wolfram / Patrick Hausding            | 364,98 |
|   | USA         | Maxwell Flory / Zachary Cooper               | 335,70 |
| 4 | Brazília    | Hugo Parisi / Jackson Oliveira               | 323,49 |
| 5 | Oroszország | German Sztrojev / Magomed Gjulev             | 316,32 |

### Nők

#### 3 méteres műugrás
| #  | Ország                  | Név                         | Selejtező | Selejtező | Középdöntő | Középdöntő | Középdöntő | Középdöntő | Döntő   | Döntő  |
| #  | Ország                  | Név                         | Selejtező | Selejtező | A          | A          | B          | B          | Döntő   | Döntő  |
| #  | Ország                  | Név                         | Rangsor   | Pontok    | Rangsor    | Pontok     | Rangsor    | Pontok     | Rangsor | Pontok |
| -- | ----------------------- | --------------------------- | --------- | --------- | ---------- | ---------- | ---------- | ---------- | ------- | ------ |
|    | Olaszország             | Tania Cagnotto              | 1         | 321,30    |            |            | 1          | 338,20     | 1       | 355,60 |
|    | Kína                    | Hszü Cse-huan (Xu Zhihuan)  | 2         | 297,45    | 2          | 289,50     |            |            | 2       | 332,10 |
|    | Ukrajna                 | Anasztaszija Negyobiga      | 9         | 270,25    | 3          | 265,70     |            |            | 3       | 317,30 |
| 4  | Ukrajna                 | Olena Fedorova              | 6         | 275,90    | 1          | 290,60     |            |            | 4       | 314,40 |
| 5  | Kolumbia                | Diana Isabel Pineda Zuletra | 10        | 268,10    |            |            | 3          | 255,00     | 5       | 290,40 |
| 6  | Kína                    | Vang Han (Wang Han)         | 3         | 292,90    |            |            | 2          | 326,15     | 6       | 259,90 |
|    |                         |                             |           |           |            |            |            |            |         |        |
| 7  | Kanada                  | Eloise Belanger             | 4         | 289,45    | 4          | 264,40     |            |            |         |        |
| 8  | Hollandia               | Uschi Freitag               | 7         | 274,50    |            |            | 4          | 252,85     |         |        |
| 9  | Olaszország             | Francesca Dallapé           | 11        | 265,85    | 5          | 244,80     |            |            |         |        |
| 10 | Kanada                  | Frederique Lalonde          | 12        | 264,00    |            |            | 5          | 244,50     |         |        |
| 11 | Hollandia               | Inge Jansen                 | 5         | 277,75    |            |            | 6          | 232,35     |         |        |
| 12 | Egyiptom                | Maha Khaled Eissa           | 13        | 262,70    | 6          | 212,30     |            |            |         |        |
|    |                         |                             |           |           |            |            |            |            |         |        |
| 13 | Olaszország             | Maria Marconi               | 8         | 272,05    |            |            |            |            |         |        |
| 14 | Egyesült Királyság      | Millie Haffety              | 14        | 259,20    |            |            |            |            |         |        |
| 15 | Mexikó                  | Melany Hernández Torres     | 15        | 252,55    |            |            |            |            |         |        |
| 16 | Németország             | Nora Subschinski            | 16        | 251,50    |            |            |            |            |         |        |
| 17 | Svájc                   | Madeline Coquoz             | 17        | 244,05    |            |            |            |            |         |        |
| 18 | USA                     | Maria Coburn                | 18        | 241,95    |            |            |            |            |         |        |
| 19 | Olaszország             | Elena Bertocchi             | 19        | 234,40    |            |            |            |            |         |        |
| 20 | Brazília                | Tammy Galera Takagi         | 20        | 228,60    |            |            |            |            |         |        |
| 21 | Dél-afrikai Köztársaság | Micaela Bouter              | 21        | 227,45    |            |            |            |            |         |        |
| 22 | Makaó                   | Choi Sut Ian                | 22        | 227,25    |            |            |            |            |         |        |
| 23 | USA                     | Brooke Schultz              | 23        | 226,05    |            |            |            |            |         |        |
| 24 | Makaó                   | Choi Sut Kuan               | 24        | 226,00    |            |            |            |            |         |        |
| 25 | Egyesült Királyság      | Millie Fowler               | 25        | 222,80    |            |            |            |            |         |        |
| 26 | Dél-afrikai Köztársaság | Aimee Nicole Gillis         | 26        | 219,60    |            |            |            |            |         |        |
| 27 | Kolumbia                | Stefany Madrigal            | 27        | 214,95    |            |            |            |            |         |        |
| 28 | Németország             | Tina Punzel                 | 28        | 213,45    |            |            |            |            |         |        |
| 29 | Svájc                   | Vivian Barth                | 29        | 212,45    |            |            |            |            |         |        |
| 30 | Franciaország           | Clara Della Vedova          | 30        | 196,80    |            |            |            |            |         |        |
| 31 | Egyiptom                | Habiba Ashraf Kamal         | 31        | 196,05    |            |            |            |            |         |        |
| vl | Oroszország             | Jelena Csernyih             |           |           |            |            |            |            |         |        |

#### 3 méteres szinkronugrás
| #  | Ország                  | Név                                              | Pontok |
| -- | ----------------------- | ------------------------------------------------ | ------ |
|    | Olaszország             | Francesca Dallapé / Tania Cagnotto               | 289,92 |
|    | Kína                    | Hszü Cse-huan (Xu Zhihuan) / Vang Han (Wang Han) | 287,70 |
|    | Hollandia               | Inge Jansen / Uschi Freitag                      | 267,60 |
| 4  | Németország             | Nora Subschinski / Tina Punzel                   | 265,14 |
| 5  | USA                     | Brooke Schultz / Maria Coburn                    | 264,90 |
| 6  | Brazília                | Juliana Veloso / Tammy Galera Takagi             | 257,19 |
| 7  | Dél-afrikai Köztársaság | Micaela Bouter / Nicole Gillis                   | 238,02 |
| 8  | Oroszország             | Olga Kulemina / Jelena Csernyih                  | 230,70 |
| 9  | Svájc                   | Vivian Barth / Madeline Coquoz                   | 228,12 |
| 10 | Makaó                   | Choi Sut Ian / Choi Sut Kuan                     | 224,58 |
| 11 | Egyesült Királyság      | Millie Fowler / Millie Haffety                   | 190,56 |

#### 10 méteres toronyugrás
| #  | Ország                  | Név                           | Selejtező | Selejtező | Középdöntő | Középdöntő | Középdöntő | Középdöntő | Döntő   | Döntő  |
| #  | Ország                  | Név                           | Selejtező | Selejtező | A          | A          | B          | B          | Döntő   | Döntő  |
| #  | Ország                  | Név                           | Rangsor   | Pontok    | Rangsor    | Pontok     | Rangsor    | Pontok     | Rangsor | Pontok |
| -- | ----------------------- | ----------------------------- | --------- | --------- | ---------- | ---------- | ---------- | ---------- | ------- | ------ |
|    | Japán                   | Itahasi Minami                | 6         | 278,60    | 1          | 364,70     |            |            | 1       | 358    |
|    | Kína                    | Szo Mi-ja (Suo Miya)          | 1         | 325,50    |            |            | 1          | 348,95     | 2       | 312,20 |
|    | Kanada                  | Celina Toth                   | 2         | 325,00    | 3          | 306,10     |            |            | 3       | 308,40 |
| 4  | Egyesült Királyság      | Victoria Vincent              | 4         | 301,95    | 2          | 322,40     |            |            | 4       | 301,10 |
| 5  | USA                     | Delaney Schnell               | 7         | 277,85    |            |            | 2          | 303,90     | 5       | 272,50 |
| 6  | Németország             | Maria Kurjo                   | 5         | 280,20    |            |            | 3          | 299,95     | 6       | 240,40 |
|    |                         |                               |           |           |            |            |            |            |         |        |
| 7  | Japán                   | Szaszaki Nana                 | 11        | 266,60    |            |            | 4          | 297,00     |         |        |
| 8  | Németország             | Christina Wassen Maria        | 12        | 266       | 4          | 284,50     |            |            |         |        |
| 9  | USA                     | Tarrin Gilliland              | 8         | 276,25    | 5          | 278,50     |            |            |         |        |
| 10 | Kanada                  | Olivia Chamandy               | 3         | 308,80    |            |            | 5          | 272,80     |         |        |
| 11 | Egyesült Királyság      | Shanice Lobb                  | 10        | 267,30    | 6          | 255,10     |            |            |         |        |
| 12 | Kína                    | Ma Tung (Ma Tong)             | 9         | 267,80    |            |            | 6          | 247,40     |         |        |
|    |                         |                               |           |           |            |            |            |            |         |        |
| 13 | Egyiptom                | Maha Mohamed Abdelsalam Gouda | 13        | 263,55    |            |            |            |            |         |        |
| 14 | Ukrajna                 | Valeriia Liulko               | 14        | 253,50    |            |            |            |            |         |        |
| 15 | Dél-afrikai Köztársaság | Jaimee Gundry                 | 15        | 244,90    |            |            |            |            |         |        |
| 16 | Magyarország            | Kormos Villő                  | 16        | 227,95    |            |            |            |            |         |        |
| 17 | Ukrajna                 | Sofiia Lyskun                 | 17        | 227,25    |            |            |            |            |         |        |
| 18 | Venezuela               | Maria Betancourt Ortega       | 18        | 199,50    |            |            |            |            |         |        |

#### 10 méteres szinkronugrás
| # | Ország   | Név                                      | Pontok |
| - | -------- | ---------------------------------------- | ------ |
|   | Japán    | Szaszaki Nana / Arai Macuri              | 293,16 |
|   | USA      | Tarrin Gilliland / Delaney Schnell       | 291,24 |
|   | Kína     | Szo Mi-ja (Suo Miya) / Ma Tung (Ma Tong) | 289,32 |
| 4 | Ukrajna  | Sofiia Lyskun / Valeriia Liulko          | 275,49 |
| 5 | Brazília | Ingrid de Oliveira / Giovanna Pedroso    | 274,56 |

### Vegyes csapatverseny

#### Vegyes 3 méteres szinkronugrás
| # | Ország      | Név                                                     | Pontok |
| - | ----------- | ------------------------------------------------------- | ------ |
|   | Kolumbia    | Diana Isabel Pineda Zuletra / Sebastián Villa Castañeda | 287,91 |
|   | Olaszország | Elena Bertocchi / Lorenzo Marsaglia                     | 249,63 |
|   | USA         | Brooke Schultz / Maxwell Flory                          | 246,93 |

#### Vegyes 10 méteres szinkronugrás
| # | Ország      | Név                               | Pontok |
| - | ----------- | --------------------------------- | ------ |
|   | USA         | Tarrin Gilliland / Zachary Cooper | 294,60 |
|   | Olaszország | Bátki Noémi / Maicol Verzotto     | 277,80 |
|   | Ukrajna     | Valeriia Liulko / Yevhen Naumenko | 246,54 |